# Karl-Heinrich Rudersdorf
Karl-Heinrich Rudersdorf (* 10. Juli 1940; † 28. September 2014) war ein deutscher Journalist, Publizist und Entwicklungshelfer.

## Leben
Rudersdorf studierte von 1965 bis 1970 Soziologie. 1974 wurde er am Fachbereich 11 (Philosophie und Sozialwissenschaften) der Freien Universität Berlin mit der Dissertation Das Entwicklungskonzept des Weltkirchenrats. Entstehung und Entwicklung des Konzepts der Entwicklungsförderung im Weltrat der Kirchen zum Dr. phil. promoviert.
Von 1973 bis 1977 war er Redakteur der entwicklungspolitischen Redaktion des Evangelischen Pressedienstes (epd) in Frankfurt am Main. 1975 gründete er den Dachverband Entwicklungspolitik Baden-Württemberg (DEAB) mit, deren Vorstand er bis 2002 angehörte. Während des Krieges in Afghanistan war er von 1978 bis 1980 Beauftragter des Deutschen Entwicklungsdienstes (DED) in Afghanistan.
1990 war er Mitinitiator des ersten bundesweiten Bildungskongresses „Der Nord-Süd-Konflikt – Bildungsauftrag für die Zukunft“, ausgerichtet durch den World University Service. Rudersdorf war bis 2004 Leiter des Zentrums für Entwicklungsbezogene Bildung (ZEB) der Evangelischen Landeskirche in Württemberg in Stuttgart. Darüber hinaus war er Mitbegründer und von 1988 bis 2003 Leiter des Landesarbeitskreises Schule für Eine Welt Baden-Württemberg (LAK) sowie Initiator des „Studienbegleitprogramms für ausländische Studierende“ (STUBE). Von 2005 bis 2012 war er Vorstandsmitglied bei ECPAT und dort verantwortlich für Brot für die Welt.
Er war mit der Frauenrechtlerin Kinga von Gyökössy-Rudersdorf verheiratet und Vater eines Kindes.

## Auszeichnungen
- 1975: Medienpreis Entwicklungspolitik (zusammen mit Kai Friedrich Schade)

## Schriften (Auswahl)
- Das Entwicklungskonzept des Weltkirchenrats. Entstehung und Entwicklung des Konzepts der Entwicklungsförderung im Weltrat der Kirchen (= SSIP-Schriften. 22). Verlag der SSIP-Schriften, Saarbrücken 1975.
- Afghanistan, eine Sowjetrepublik? (= rororo. 4643). Rowohlt, Reinbek 1980, ISBN 3-499-14643-6.
- Ferienakademien, entwicklungspolitische Studienbegleitung. Praxisbericht (= Auszeit. 10). World University Service Bundesrepublik Deutschland, Wiesbaden u. a. 1984.